# Château de Chastellier-Barlot
Le château de Chastellier-Barlot est un château situé sur la commune de Le Poiré-sur-Velluire, dans le canton de Fontenay-le-Comte en Vendée.

## Historique
Situé à environ 300m à l'ouest du centre bourg de Le Poiré-sur-Velluire, existait un château moyenâgeux sur une petite bute surplombant le marais poitevin.
Vers 1593, Antoine Barlot entrepris une reconstruction sur le même site avec architecture renaissance tout en conservant les tourelles. L'architecte étant Jean Morisson qui était déjà connu dans la région pour la construction du Château de Terre-Neuve à Fontenay-le-Comte[réf. souhaitée].
Sans descendance pour la famille Barlot, en 1694, le domaine est vendu à Jean de Creil, qui lui permettra d'acquérir le titre de Marquis de Creil Bournezeau.

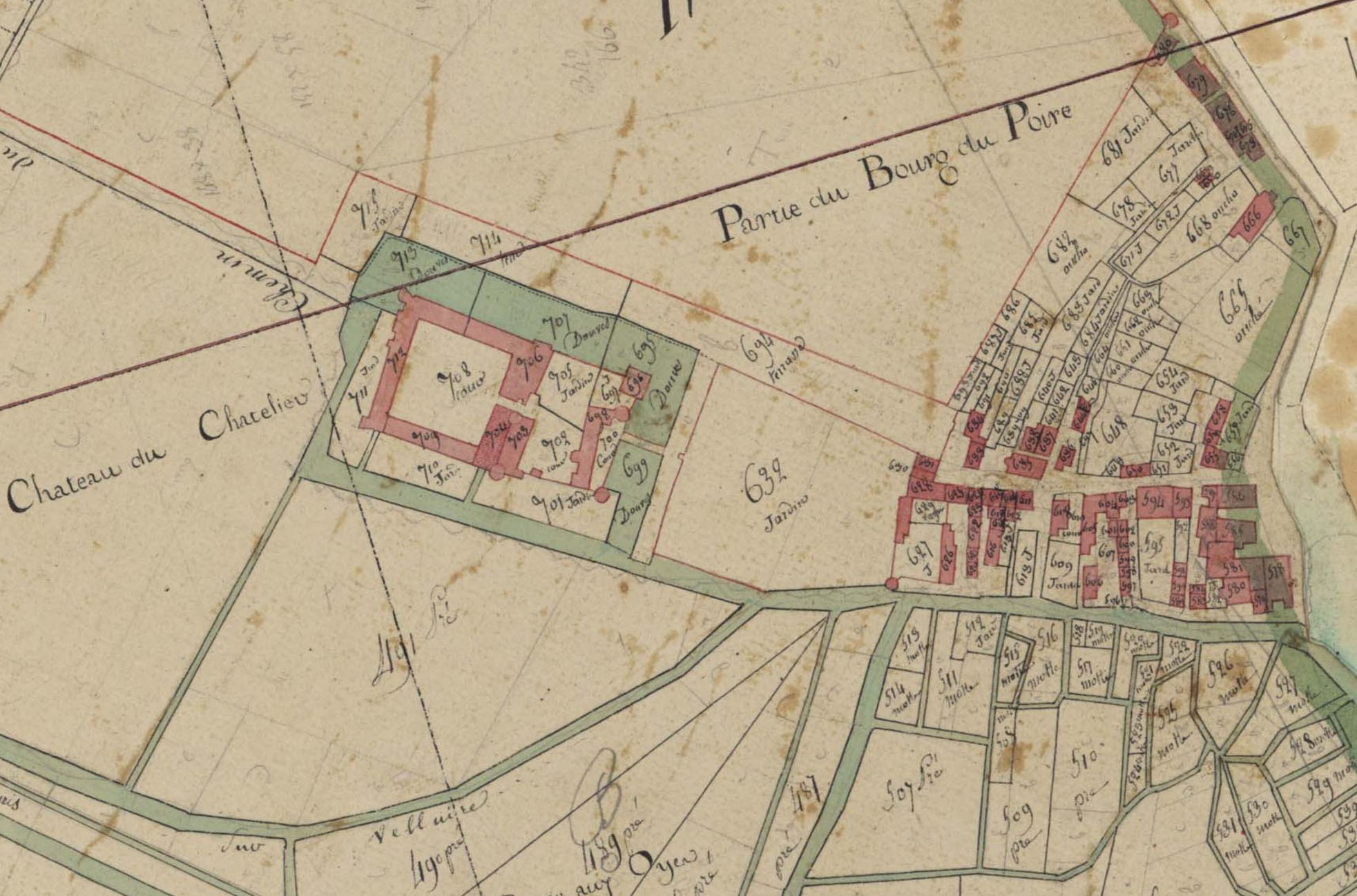
Extrait cadastre Napoléonien

Après la révolution, le domaine est vendu, mais comme on distingue sur le cadastre Napoléonien, des douves sont alimentées par une voie d'eau reliée à la rivière Vendée via le Canal du grand Port.
À partir de 1888 les bâtiments sont utilisés pour une activité de laiterie fromagerie, avec construction d'une grande cheminée. Le domaine appartenant dans un premier temps à Mr Béziau, il est ensuite racheté en 1892 par Auguste Lepetit puis en 1922 par Clément Dubois.
L'activité de fromagerie s'arrête en 1928 faute de repreneur.

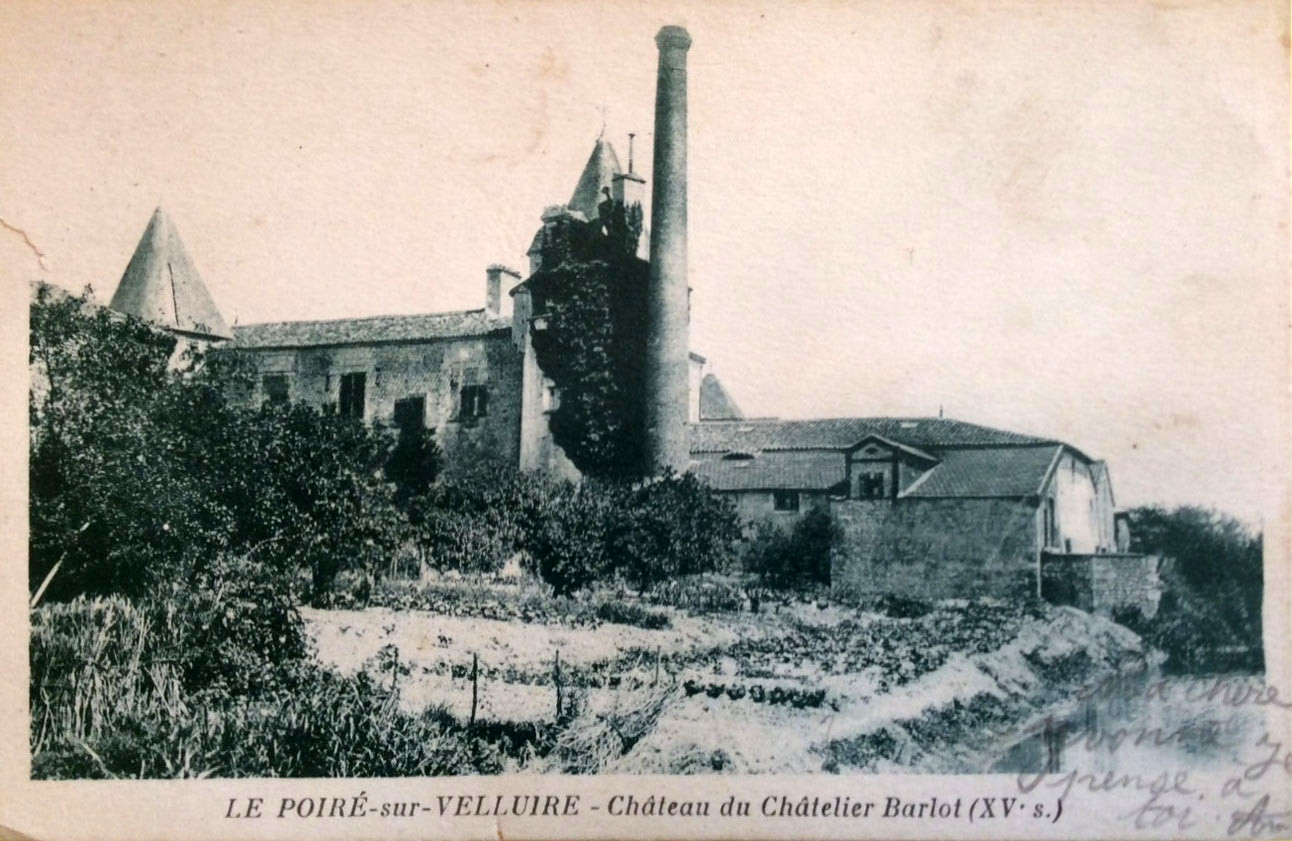
Vue depuis le Canal du grand port sur la fromagerie et sa cheminée

Les façades et toitures du château sont inscrites au titre des monuments historiques en 1977.
Une restauration du logis principal avec suppression des ajouts pour la laiterie, débuta dans les années 1995. Une nouvelle charpente et toiture est installée entre les 2 tours restantes. Depuis les années 2000, le bâtiment n'est toujours pas équipé de nouvelles fenêtres.